# Fitohromobilin:feredoksin oksidoreduktaza
Fitohromobilin:feredoksin oksidoreduktaza (EC 1.3.7.4, HY2, P&Phi, B sintaza, fitochromobilin sintaza) je enzim sa sistematskim imenom (3Z)-fitohromobilin:feredoksin oksidoreduktaza. Ovaj enzim katalizuje sledeću hemijsku reakciju
()-fitohromobilin + oksidovani feredoksin {\displaystyle \rightleftharpoons } biliverdin IX alfa + redukovani feredoksin
Ovaj enzim katalizuje dvoelektronsku redukciju biliverdina IX alfa. On može da koristi 2Fe-2S feredoksine iz brojnih izvora kao akceptor, mada ne i 4Fe-4S feredoksin iz Clostridium pasteurianum.

## Literatura
- Nicholas C. Price; Lewis Stevens (1999). Fundamentals of Enzymology: The Cell and Molecular Biology of Catalytic Proteins (Third изд.). USA: Oxford University Press. ISBN 019850229X.
- Eric J. Toone (2006). Advances in Enzymology and Related Areas of Molecular Biology, Protein Evolution (Volume 75 изд.). Wiley-Interscience. ISBN 0471205036.
- Branden C; Tooze J. Introduction to Protein Structure. New York, NY: Garland Publishing. ISBN 0-8153-2305-0.
- Irwin H. Segel. Enzyme Kinetics: Behavior and Analysis of Rapid Equilibrium and Steady-State Enzyme Systems (Book 44 изд.). Wiley Classics Library. ISBN 0471303097.
- William P. Jencks (1987). Catalysis in Chemistry and Enzymology. Dover Publications. ISBN 0486654605.

## Spoljašnje veze
- Phytochromobilin:ferredoxin+oxidoreductase на 